# TV-Producer
Der TV-Producer (TV-Produzent) oder Line producer ist ein Beruf in der Unterhaltungsindustrie und im Nachrichtenwesen. Er ist für die reibungslose inhaltliche und organisatorische Abwicklung fast aller Bereiche einer Produktion zuständig. Er wird häufig schlicht Producer genannt, ist aber nicht zu verwechseln mit dem Fernsehproduzenten, der im englischsprachigen Raum ebenfalls „producer“ genannt wird, genauer jedoch Executive Producer. Der TV-Producer ist dagegen die ausführende „rechte Hand“ des Produzenten oder der Fernsehredaktion.

## Berufsbeschreibung
TV-Producer sind entweder Freie Mitarbeiter, die projektbezogen engagiert werden, oder Angestellte von Fernsehsendern, Studios oder Produktionsgesellschaften. Bei fast allen Fernsehsendungen werden Producer eingesetzt. Bei Serien oder seriell produzierten Showformaten können mitunter zwei oder drei Producer zusammenarbeiten, wobei jeder für einzelne Staffeln oder Folgen mitverantwortlich ist. 
Im Gegensatz zum Executive Producer oder Filmproduzenten ist der Line Producer nicht finanzieller und künstlerischer Gesamtleiter einer Produktion, sondern für die inhaltliche und organisatorische Umsetzung verantwortlich. Da ein Producer fast immer vor Ort ist, arbeitet er im Gegensatz zum Produzenten oder Executive Producer meist ausschließlich an einem Projekt.
TV-Producer haben meist mehrjährige praktische Erfahrung als Produktionsassistent, Filmproduktionsleiter oder Redakteur. Sie entwickeln Inhalte, erstellen Kalkulationen und befassen sich mit allen Entwicklungsphasen einer Sendung von der Planung bis zum Schnitt. Meist spezialisieren sie sich auf ein bestimmtes Genre wie Gameshows, Nachrichten, aktuelle Magazinsendungen, Sportsendungen, Fernsehserien oder Fernsehfilme. 
Sie haben oft großen Handlungsspielraum im Hinblick auf die Entwicklung von Ideen und Themen, die Skripte, die Wahl des Regisseurs, die Auswahl der Darsteller und in der Vorgehensweise und Abwicklung jeder einzelnen Produktion und fällen viele grundlegende Entscheidungen eigenverantwortlich, jedoch in enger Absprache mit Redaktion, Herstellungsleiter oder Produzent.
Das Arbeitsgebiet liegt sowohl im „kreativen“ und „künstlerischen“ Bereich der Produktion als auch in deren Durchführung und Überwachung. Ein TV-Producer achtet zum Beispiel darauf, dass eine Sendung mit den Zielen des Senders übereinstimmt und Zuschauerinteressen gerecht wird, dass das Budget nicht überschritten und der Ablaufplan eingehalten wird. Er bereitet Verträge mit den Darstellern vor, überwacht die Verwaltung der Gelder, bestellt technische Ausstattung und terminiert Proben und Dreharbeiten. Er überwacht die Arbeit des Regisseurs und ist in seltenen Fällen selbst Regisseur. Bei Talkshows, Nachrichten- und Dokumentarsendungen wählt er mitunter anstelle des Chefredakteurs auch den Gegenstand der Sendung.

## Ausbildung und Berufsaussichten
In Deutschland kamen die Produzenten der Privatsender bisher überwiegend aus kaufmännischen Berufen, während Producer von Produktionsfirmen oft ein Studium im Bereich der Geistes- oder Kommunikationswissenschaften, Theater-, Film- und Fernsehwissenschaften oder Journalistik vorweisen können. Verschiedene Akademien bieten zertifizierte Qualifikationsmaßnahmen für Film- und Fernsehmitarbeiter an, die von den Industrie- und Handelskammern abschlussgeprüft werden, zum Beispiel „Producer/IHK“ mit den Schwerpunkten „Fiction“ oder „Entertainment“ in Köln und Berlin. Der Anteil der Producer mit Fachausbildung ist im Nachrichtenbereich am größten, im Entertainmentbereich am geringsten.
Die Position des Producers ist bei den meisten Produktionsfirmen und Sendern sehr begehrt, und die Konkurrenz um die Stellen ist groß. Von den Produktionsfirmen besitzen nur die größeren mehrere festangestellte Producer, die – oft nur für einen begrenzten Zeitraum – spezielle Aufgaben übernehmen oder an einer bestimmten Sendung arbeiten. Der Rest greift im Bedarfsfall auf freie Mitarbeiter zurück. 
Es werden immer noch neue Producerstellen geschaffen. Allerdings ist die Akzeptanz bei den Sendern, die Producer der Produktionsfirmen kalkulatorisch einzubeziehen – also zu bezahlen – besonders im fiktionalen Bereich nicht sehr groß. Die Berufsaussichten für Producer im Bereich Fernsehen sind aufgrund der hohen Anforderungen, des großen Konkurrenzkampfes und des teilweise unklaren Berufsbildes stark schwankend und von der eigenen Persönlichkeit abhängig.

## Einordnung in die deutsche Medienlandschaft
Der Producer-Begriff ist in der deutschen Film- und Fernsehlandschaft nicht organisch gewachsen. Ab Gründung der Privatsender in den 1980er Jahren wurden Berufe unter dieser Bezeichnung verstärkt in das an eigener Tradition reiche deutsche System eingefügt, was anfänglich zu Unklarheiten bei der Abgrenzung von Aufgaben und Kompetenzen führte: Im kreativen Bereich zwischen Producer und Redakteuren, im organisatorischen zwischen Producer und Produktions- und Herstellungsleitung.
Ferner unterscheiden sich die Arbeitsbereiche eines Producers in den verschiedenen Produktionssparten und oft sogar von Format zu Format und Firma zu Firma erheblich. Das hat in der Praxis zur Differenzierung und Spezialisierung des Berufsbildes geführt, und zwar in Form einer Herausbildung von verschiedenen Kategorien und von Hierarchien innerhalb des Producerberufs.
Daneben wurden mit dem Wort Producer auch viele andere Bezeichnungen und strukturelle Änderungen in Deutschland eingeführt – zum größten Teil in Anlehnung an die anglo-amerikanischen Organisations- und Produktionsstrukturen.

## Producer-Berufe
- Film-Producer (finanzielle und künstlerische Abwicklung einzelner Filmproduktionen)
- TV-Producer (Ausführende finanzielle und künstlerische Abwicklung einzelner Fernsehproduktionen)
- Executive Producer (Meist: Vorbereitung, Entwicklung und Produktion von Filmen, Fernsehserien, aufwendigen Sendungen und Spezialproduktionen)
- Line Producer (Durchführung und Überwachung einzelner Film- oder Fernsehproduktionen)
- Creative Producer (Entwicklung und inhaltliche Planung einzelner oder mehrerer Fernsehproduktionen)
- Associate Producer (Partnerproducer des Executive Producers)
- Assistant Producer (Unterstützung des Produzenten oder Executive Producers bei Produktionen und damit verbundenen administrativen Aufgaben)
- Field Producer (Betreuung und Durchführung von Einzelbeiträgen oder Teilbereichen eines News- oder Entertainmentformats)
- Visual Effects Producer (Producer für Postproduktion im VFX Bereich, oft gehörig zu VFX Häusern)
- Commercial Producer (Producer in einer Werbefilmproduktion, repräsentiert Regisseure, pitcht um Aufträge von Werbeagenturen und produziert sie)
- Service Producer (Producer in einer Serviceproduktion)

## Weitere Bezeichnungen
- Assistant to the Producer ist der Assistent eines Produzenten, analog zum Job des Redaktions- oder Produktionsassistenten.
- Supervising Producer ist bei mehreren Produzenten der letztlich verantwortliche bzw. federführende Producer, zum Beispiel bei Koproduktionen.
- Der Begriff Supporting Producer wird oft gleichbedeutend für Associate Producer verwendet.
- Bidding Producer: ein Produzent, der ausschließlich Angebote erstellt und „Pitches“ betreut, die Umsetzung jedoch einem Produktionsleiter überlässt.